# Ype Hamming
Ype Hamming (Arnhem, 28 december 1952), is een Nederlands voormalig voetbalspeler. Hamming speelde van 1975 tot en met 1982 voor PEC Zwolle en één seizoen voor Heracles '74 in de eerste en eredivisie.

## Carrièrestatistieken
| Seizoen         | Club            | Land            | Competitie      | Competitie | Competitie | Beker | Beker | Internationaal | Internationaal | Overig | Overig | Totaal | Totaal |
| Seizoen         | Club            | Land            | Competitie      | Wed.       | Dlp.       | Wed.  | Dlp.  | Wed.           | Dlp.           | Wed.   | Dlp.   | Wed.   | Dlp.   |
| --------------- | --------------- | --------------- | --------------- | ---------- | ---------- | ----- | ----- | -------------- | -------------- | ------ | ------ | ------ | ------ |
| 1975/76         | PEC Zwolle      | Nederland       | Eerste divisie  | 33         | 3          | –     | 0     | 0              | 0              | 0      | 0      | 33     | 3      |
| 1976/77         | PEC Zwolle      | Nederland       | Eerste divisie  | 28         | 1          | –     | 1     | 0              | 0              | 0      | 0      | 28     | 2      |
| 1977/78         | PEC Zwolle      | Nederland       | Eerste divisie  | 19         | 2          | –     | 0     | 0              | 0              | 0      | 0      | 19     | 2      |
| 1978/79         | PEC Zwolle      | Nederland       | Eredivisie      | 20         | 1          | 2     | 0     | 0              | 0              | 0      | 0      | 23     | 1      |
| 1979/80         | PEC Zwolle      | Nederland       | Eredivisie      | 8          | 1          | –     | 0     | 0              | 0              | 0      | 0      | 8      | 1      |
| 1980/81         | PEC Zwolle      | Nederland       | Eredivisie      | 21         | 1          | –     | 0     | 0              | 0              | 0      | 0      | 21     | 1      |
| 1981/82         | PEC Zwolle      | Nederland       | Eredivisie      | 28         | 2          | –     | 0     | 0              | 0              | 0      | 0      | 28     | 2      |
| 1982/83         | Heracles '74    | Nederland       | Eerste divisie  | –          | –          | –     | 0     | 0              | 0              | 0      | 0      | –      | –      |
| Carrière totaal | Carrière totaal | Carrière totaal | Carrière totaal | 157        | 11         | 3     | 1     | 0              | 0              | 0      | 0      | 160    | 12     |

## Erelijst

### MetPEC Zwolle
| Nationaal               |    |         |
| Kampioen Eerste Divisie | 1x | 1977/78 |